# استاندارد کمال آمریکا

جلد نسخهٔ سال ۱۹۳۰

استاندارد کمال آمریکا (انگلیسی: American Standard of Perfection) یک استاندارد نژاد رسمی برای ماکیان تزئینی در آمریکای شمالی می‌باشد که برای نخستین بار در سال ۱۸۷۴ بوسیلهٔ انجمن ماکیان آمریکا منتشر گردید و به رده‌بندی و شرح ویژگی‌ها استاندارد فیزیکی، رنگ و آب و هوای تمامی نژادهای پرورشی ماکیان، شامل مرغ، مرغابی، بوقلمون، و غاز می‌پردازد.